# Joan Manent y Pesas
Joan Manent y Pesas (Badalona, 22 de abril de 1902 - París, 9 de febrero de 1984) fue sindicalista anarquista español de la CNT, alcalde de Badalona (1937-1938) durante la guerra civil española.

## Biografía
Procedente de una familia trabajadora con 3 hijos, con 11 años empezó como aprendiz en los talleres de marroquinería y artículos de viaje de Joan Arquer. En 1913 se afilió a la Confederación Nacional del Trabajo y en 1916 inició su labor sindical, convirtiéndose en secretario de la CNT badalonesa en 1920. En esos años, toma la costumbre de ir a la Casa del Pueblo y se convierte en un entusiasta de la zarzuela. En 1922 Joan Manent fue acusado del atentado ficticio contra Severiano Martínez Anido y detenido, marchándose al año siguiente a Francia para evitar hacer el servicio militar. Con Simó Piera, primo suyo y también sindicalista, trabajó en París y Béziers en 1924 y en 1925 trabajó en la reconstrucción de una iglesia en Prada. Entre 1927 y 1930 intervino en los contactos con políticos para derribar la dictadura de Primo de Rivera en el complot de Prats de Molló y en 1931 se intentó involucrar a Manent en la muerte de un pistolero de los Sindicatos Libres.
Manent fue muy activo durante la Segunda República española: fue director de La Colmena Obrera, activista destacado en el Congreso Sindicalista de Badalona y secretario de la federación local. En 1932, con otros 32 militantes de la CNT, crearon la Cooperativa Obrera de Construcción ''La Unión''. Sin embargo, se adherirá al treintismo y será expulsado de la CNT en septiembre de 1933. En 1934, desde Alianza Obrera, defiende la insurrección de octubre en Asturias y es miembro del comité a favor de los presos, causa por la que es detenido y deportado en Burgos hasta junio de 1935. Por su trayectoria, sufrió un boicot por parte de la patronal y tuvo que hacerse autónomo, convirtiéndose en fabricante de lejía y veniendo yendo casa por casa. Reunificada la CNT, representó a los sindicatos badaloneses en el Congreso de Zaragoza de 1936. 
En el momento del estallido de la guerra civil española, Manent es miembro de los comités de Milicias y de Salud Pública de Badalona, nombrado después consejero de Asistencia Social. A partir de noviembre se trasladó a Valencia como secretario particular del cenetista Juan Peiró, Ministro de Industria de la República. En julio de 1937 regresa a Badalona y se convierte de nuevo como consejero del Ayuntamiento y desde agosto en el nuevo alcalde. Ostentó el cargo hasta su dimisión en febrero de 1938. Después, en octubre se marchó al frente como soldado voluntario y fue herido.
En 1939 pasará la frontera hacia Francia y es internado en el campo de Le Barcarès y, en abril de 1940, en el de Argelès-sur-Mer, después de pasar por el barco-hospital Provence en Marsella. De 1941 a 1944 vive en Huisseau, donde trabaja de carbonero y en 1946, se instala en Prada. Ante la incampacidad de volver a Cataluña, Manent se instaló en París entre 1952 y 1975 hasta su jubilación, cuando regresó a Prada. En 1980 regresó a Cataluña de visita y durante sus últimos años de vida estuvo muy ligado al grupo Frente Libertario.
Murió el 9 de febrero en París, incinerado en el cementerio del Père Lachaise. 

## Homenajes
Tras el fin de la dictadura de Francisco Franco, el ayuntamiento de Badalona le dedicó una calle.

## Obras
- Pensamientos de Peiró (1959).[1]
- Salvador Seguí (1960).[1]
- Records d'un sindicalista llibertari català (1916-1943) (1976).[1]